# Organización administrativa de Vigo
La división interna del municipio de Vigo es compleja, como el de los restantes ayuntamientos gallegos. Se divide en parroquias (que no tienen por qué coincidir con las eclesiásticas).
Las parroquias viguesas conservan todavía un fuerte carácter propio (la de Bembrive es, por ejemplo, Entidad Local Menor) y gozan de una activa vida asociativa.

## Nomenclátor
Según el nomenclátor de 2008 el municipio de Vigo está formado por las parroquias de Alcabre, Beade, Bembrive, Cabral, Candeán, Castrelos, Comesaña, Corujo (oficialmente y en gallego Coruxo), Freijeiro (Freixeiro), Lavadores, Matamá, Navia, Oya (Oia), Sárdoma, Sayanes (Saiáns), Teis, Valladares (Valadares) y Zamanes (Zamáns); y las entidades singulares de población de Vigo y Cíes, que no están incluidas en ninguna parroquia.

## Lista de parroquias viguesas y sus barrios
Freixeiro (Mantelas, A Salgueira y Riobó).
Castrelos (Alvite, Castreliños, Costa, Chantada, Espedrigada o Pereiró, A Pousa, Falcoa, Macal, Pazó, Portoloureiro y Viloura).
Sárdoma (Couto, Campelas, Fragosiño, Lameiro, Laxe, Marco, Moledo, Monte da Serra, Outeiro, Pescadeira, Relfas y Raviso) que proceden del Ayuntamiento de Vigo.
Alcabre (Ameixeira, Barreiro, Carregal, Castañal, Cristo, Forte, Gándara, Igrexa, Pardaíña, Roade, Sobreira y Viñagrande).
Navia (Devesa, Gándara, Goberna, Pereiras, Quintela, Redondo, Samil, Tomada, Torre y Xuncal). 
Comesaña (Casas, Cocheiros, Comesaña, Eidos, Igrexa, Muíños, Pazo, Pedra Branca, Pedreira, Pereiras, Ponte, Romeu, Rodeira, Sanin, Tombo y Viña da Veiga).
Coruxo (Roteas, Río, Molans, Cean, Fontela, Breadouro, Silveira, Combro, Calzada, Cotarelo, Romeu, Verdeal, Melcas, Taberna, Burdes, Abade, Igrexa, Quintas, Carballal, Rozo, Coto de Arriba,
Coto de Abaixo, Carrasqueira, Muiños, Gándara, Longra, Luz, Bouzas, Tarrío, Gato, San Lourenzo,
Torre de Abaixo, Torre de Arriba, Laxes, Viño, Pedreira, Parrocha, Fragoselo y Tintureira).
Saiáns (Carballido, Cal do Outeiro, Garcias, Aral, Fontán, Gándara, Cova da Becha, Curbeira, Horta, Orxas, Castañal, Borreiros, Portiño, Tomada, San Xurxo, Capela, Misarelas, Estea, Pinal, Budiases, Souto, Cova da Barxa, Domeira, Cachoa, Dovesa, Fortiñon, Gondufe, Volta y Vilaverde).
Oia (Bouzo, Cabo Estai, Canido Praia, Carretera Cortada, Cerqueiro, Cruceiro, Curras, Eiras, Estea, Esteriz, Estomada, Figueiras, Gontade, Grades, Hermida, Igrexa, Loureiro, Estación, Lantexa, Lavandeira, Liñares, A Maris, Matoca, Mide, Oia, Outeiro, Poza, Rochas, Rozo, Senra de Arriba, Senra de Abaixo, Silval, Toxal, Toucido, Verdella y Xistro).
Matamá (Balsa, Balvis, Barxa, Beirán, Campos, Carapuxa, Carneiras, Dehesa, Castro, Igrexa, Lagarella, Moo, Outeiro, Parada, Pazos, Pereiro, Revolta, Rivas, Ribelas, Roupeiro, San Amaro y Vilar). 
Coia (Seara, Quintela, Gándara, Pardaiña, Tomás A Alonso, Chouzo, Cruceiro, Esturans, Arenal y Castro Castriño) y la propia 
Bouzas del antiguo Ayuntamiento de Bouzas.
Candeán (Igrexa, Candeán de Arriba, Rabadeira y Fonte Oscura).
Cabral (Becerreira, Carballal, Sello y Figueiras).
Teis (Cacharela, Mouta, Ferreira, Paradela, Fervenza, Ríos, Travesán, Presa, Chumba, Igrexa, Trapa, Arnel, Praixal, Rorís, Balbarda, A Guía, Oliveira, Espiñeiro, Frian, Santa Tegra, Bellavista, Calzada, Coutadas, Os Caños, Tovel, A Rabuda, Guixar, Barrio das Frores y Montecelo).
Bembrive (Baruxans, Carballal, Chans, Xestoso, Mosteiro, Outeiro, San Cibrán, Segade, Areeiro, Eifonso, Mouteira, Recaré y Xesteira).
Beade (Babio, Balde, Carballo do Pazo, Coutada, Gándara, Porto, A Pena, Quintián, O Seixo, A Venda y Sáa).
Zamáns (Cidans, Marcosende, Igrexa y Vilaverde).
Valadares (Carregal, Portal, Igrexa, Seoane, Freixo, Sobreira y A Garrida).
Lavadores (Arriero, A Bagunda, Barreiro, Cambeses, A Ceboleira, O Couto, Gandariña, Gandarón, Naia, Pardavila, Riomaio, San Paio de Abaixo, San Paio y Igrexa) del propio y desaparecido ayuntamiento de Lavadores.

## Tabla de parroquias viguesas
Éstas son las parroquias viguesas:
| PARROQUIA               | HABITANTES                                                                              | NÚMERO DE NÚCLEOS DE POBLACIÓN QUE LA COMPONEN                       |
| Alcabre                 | 3 556                                                                                   | 20                                                                   |
| Beade                   | 5 447                                                                                   | 8                                                                    |
| Bembrive                | 4 402                                                                                   | 15                                                                   |
| Vila de Bouzas          | Sobre 4 000 (el INE la incluye en el casco urbano de Vigo)                              | 1 (el INE la incluye en el casco urbano de Vigo)                     |
| Cabral                  | 6 800                                                                                   | 23                                                                   |
| Candeán                 | 4 857                                                                                   | 12                                                                   |
| Castrelos               | 8 047                                                                                   | 15                                                                   |
| Coia                    | Sobre 40 000 (el INE la incluye en el casco urbano de Vigo)                             | Históricamente 12; hoy casi toda está integrada en el núcleo urbano. |
| Comesaña                | 5 138                                                                                   | 13                                                                   |
| Corujo                  | 5 261                                                                                   | 40                                                                   |
| Freijeiro               | 6 158                                                                                   | 4 (históricamente 6)                                                 |
| Lavadores               | 17 984                                                                                  | 15 (históricamente 22)                                               |
| Matamá                  | 3 921                                                                                   | 24                                                                   |
| Navia                   | 4 395                                                                                   | 11                                                                   |
| Oia                     | 4 015                                                                                   | 36                                                                   |
| Saiáns                  | 1 159                                                                                   | 29                                                                   |
| Sampaio                 | Sobre 3 000 (El INE la incluye en el casco urbano)                                      | 4 (El INE la incluye en el casco urbano)                             |
| San Xoán do Monte       | Sobre 500 (El INE la incluye en el casco urbano)                                        | 1 (El INE la incluye en el casco urbano)                             |
| Sárdoma                 | 2 254                                                                                   | 9                                                                    |
| Teis                    | 2 229 (si se cuenta la parte que hoy está integrada en el núcleo urbano, más de 35 000) | 6 (históricamente más de 20)                                         |
| Valladares              | 5 387                                                                                   | 10                                                                   |
| Zamáns                  | 840                                                                                     | 4                                                                    |
| Vigo y Santiago de Vigo | 205 388                                                                                 | 1                                                                    |